# Frankfurt (Main) Konstablerwache
Frankfurt (Main) Konstablerwache – podziemna stacja kolejowa i stacja metra we Frankfurcie nad Menem, w kraju związkowym Hesja, w Niemczech. Korzysta z niej 191 000 pasażerów dziennie.
Stacja znajduje się na wschodnim końcu pieszego odcinka ulicy Zeil w obszarze sklepów i jest wykorzystywana przez linie S-Bahn Rhein-Main S1-S6, S8 i S9 (tunel średnicowy) oraz linie metra U4 i U5 oraz U6 i U7. Oprócz tego na poziomie ulicy kursuje tędy najdłuższa linia tramwajowa Frankfurtu, nr 12. Konstablerwache stanowi też węzeł dla autobusów nocnych.

## Historia

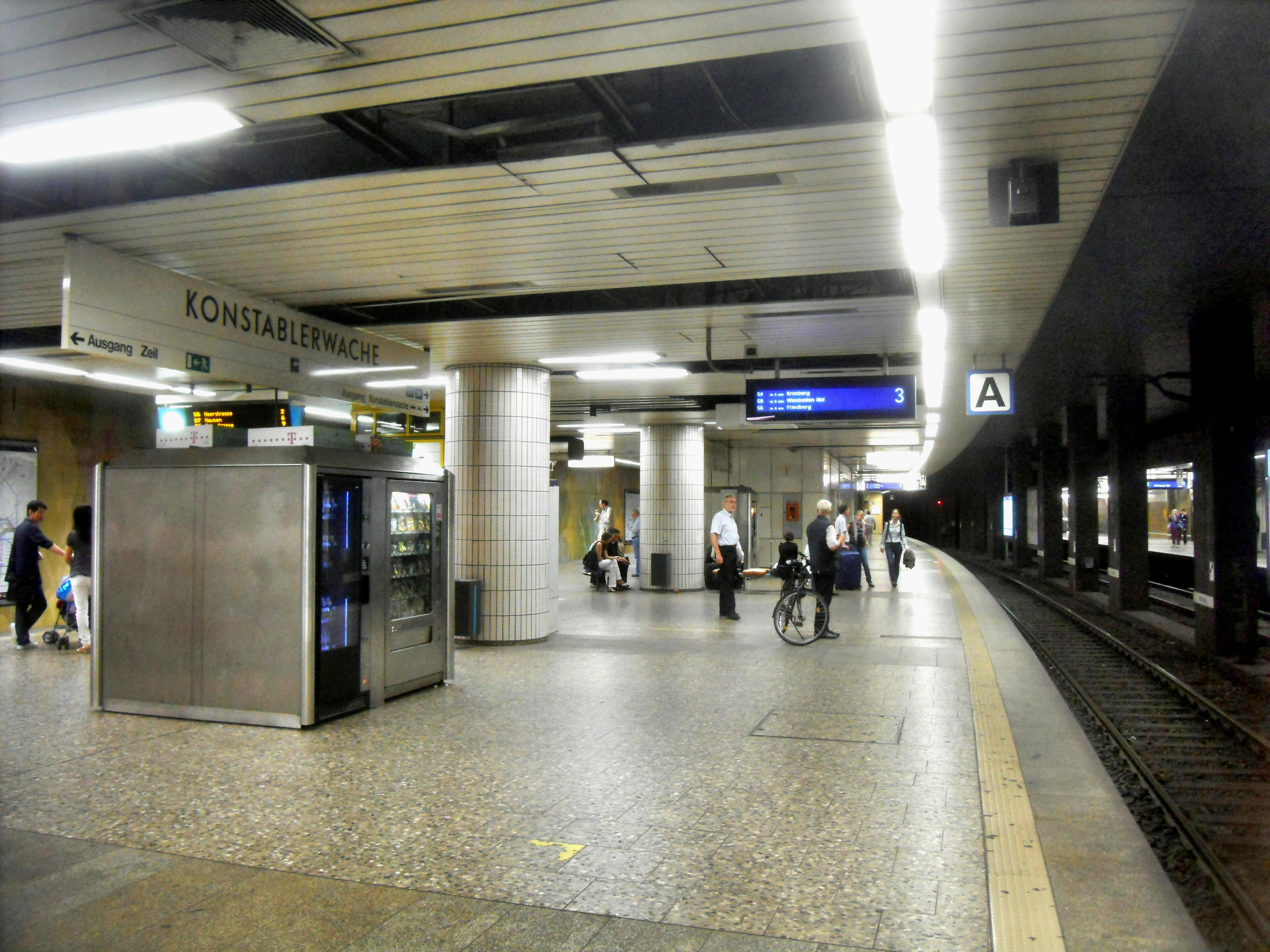
Poziom D z peronem 3 S-Bahn (po prawej) i peronem metra (po lewej)

Już w początku XX wieku Konstablerwache była jednym z głównych węzłów w sieci tramwajowej Frankfurtu. Wschodnia część obecnej podziemnej stacji powstała w początku lat 70. XX w., od 26 maja 1974 kursowała przezeń linia metra B1 (obecnie U5). Fragment położonej poprzecznie dolnej części stacji zbudowano w stanie surowym, w tym także fragment nigdy nie zrealizowanego tunelu drogowego pod Zeil. W 1983 otwarto tunel kolejowy pod Zeil oraz kolejową część stacji Konstablerwache, do której przedłużono linie S-Bahn kończące od 1978 bieg na stacji Frankfurt (Main) Hauptwache. Całkowicie uruchomiono stację 11 października 1986 (dwa tygodnie po planowanym terminie), gdy otwarto linie metra U6 i U7.
Po likwidacji linii tramwaju przez Konstablerwache, co nastąpiło w 1978 r., tramwaje nadjeżdżające od północy kończyły bieg na ślepym torze w ciągu Große Friedberger Straße. W 1999 r. otwarto pierwszą od czasu rozpoczęcia budowy metra nową linię tramwajową we Frankfurcie w ciągu Kurt-Schumacher-Straße i Konrad-Adenauer-Straße.

## Układ przestrzenny stacji

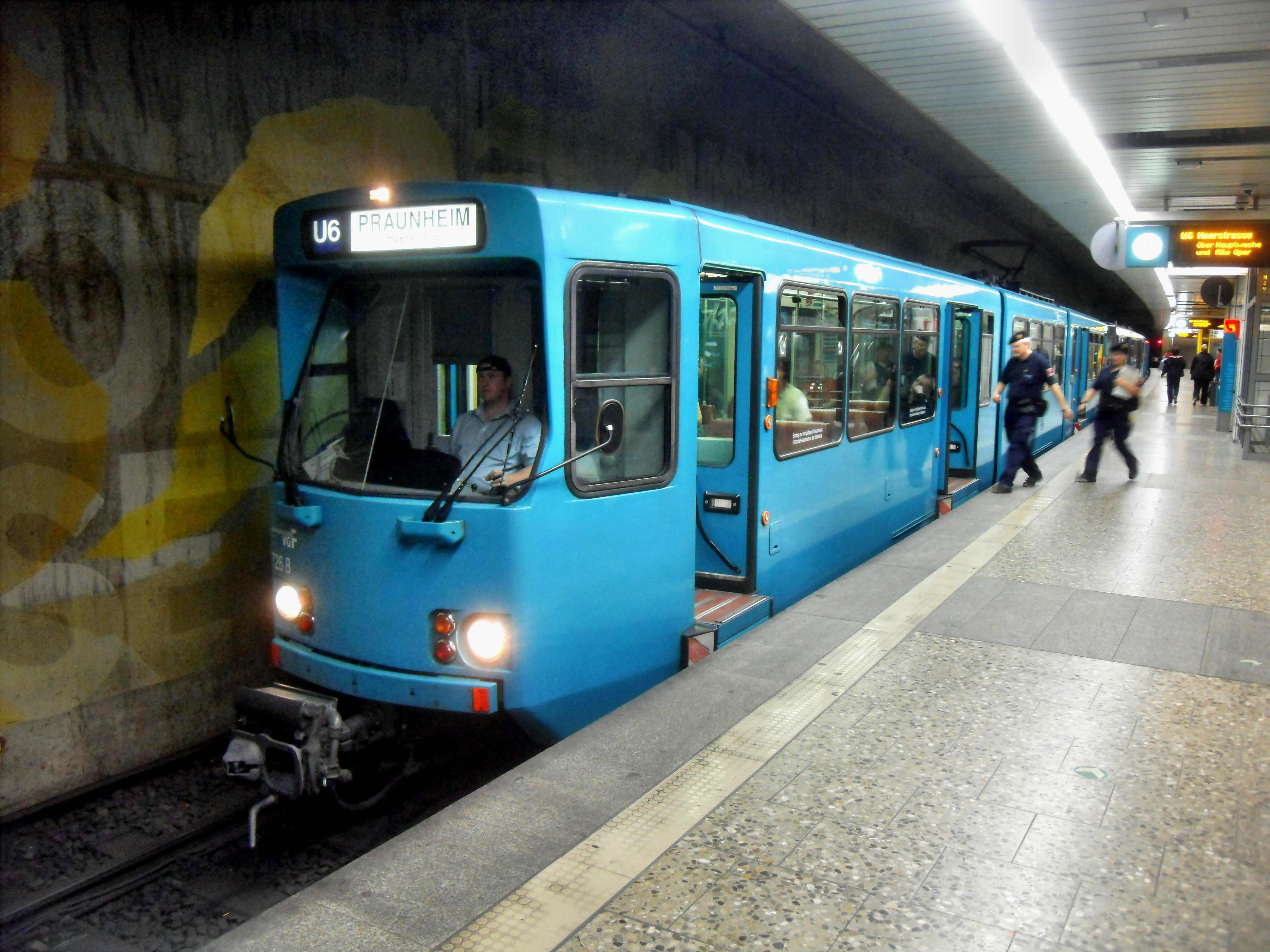
Wagon linii U6 na kondygnacji D w kierunku do Praunheim

Tak jak stacja Hauptwache, także Konstablerwache ma rozległą kondygnację rozdzielczą, tzw. poziom B (lub -1). Oprócz zasadniczej funkcji dojścia do peronów, służy ona także jako galeria handlowa oraz przejście piesze pod ulicą. Należy do niej także przygotowany fragment tunelu północ-południe, który jednak nie został zrealizowany.
Poniżej poziomu B znajduje się poziom C (-2) z trójtorową stacją linii metra U4 i U5 w kierunku północ-południe. Tory w kierunku południowym znajdują się przy peronie wyspowym – najbardziej na zachód położony tor dla linii U5 w kierunku Dworca Głównego, środkowy tor dla linii U4 w kierunku Bockenheimer Warte. Wschodni tor do ruchu na północ leży przy peronie bocznym i służy obu liniom w kierunku Preungesheim (U5) względnie Seckbacher Landstraße (U4).
Na najniżej położonej kondygnacji D (-3) znajdują się dwa perony wyspowe w kierunku wschód-zachód. Wewnętrzne tory używane są przez S-Bahn, zaś zewnętrzne przez metro. Pociągi S-Bahn oraz metra U6 i U7 odjeżdżają z przeciwnych krawędzi wspólnych peronów, także przesiadka w kierunku zachodnim lub wschodnim jest możliwa bez pokonywania różnicy poziomów. Na wschodnim końcu peronów znajdują się schody ruchome prowadzące bezpośrednio na perony kondygnacji C. Wszystkie kondygnacje stacji dostępne są dla niepełnosprawnych ruchowo poprzez windy, jednak podziemne perony nie są jeszcze wyposażone w linie prowadzące dla niewidomych.
Ściany zatorowe kondygnacji D ozdobione są malarstwem ściennym wedle projektu F.E. Garniera. Na plamy o organicznych kształtach utrzymane w tonacji żółci i zieleni nałożone są nieco jaśniejsze litery. Te układają się we fragment tekstu rozporządzenia rady miejskiej z 1756:

…nachdrücklich von Obigkeits wegen verwarnet, sich des übermäßigen Trinckens und Zechens bis in die sinckende Nacht […] in den Häusern sowohl, als auf den Gassen, zu enthalten.

w polskim tłumaczeniu:

…z woli zwierzchności kategorycznie ostrzega się, by wstrzymać się od nadmiernego picia i chlania aż po zapadającą noc, tak w domach, jak i w zaułkach.

Napis nawiązuje do dawnego posterunku konstabli, tj. straży miejskiej, od którego pochodzi nazwa obecnej stacji.